# Nina Fiedaruk
Nina Fiodarauna Fiedaruk (biał. Ніна Фёдараўна Федарук, ros. Нина Федоровна Федорук, Nina Fiedorowna Fiedoruk; ur. 25 lipca 1951 w Woli w rejonie kamienieckim) – białoruska lekarz i polityk, w latach 2004–2012 deputowana do Izby Reprezentantów Zgromadzenia Narodowego Republiki Białorusi III i IV kadencji.

## Życiorys
Urodziła się 25 lipca 1951 roku we wsi Wola, w rejonie kamienieckim obwodu brzeskiego Białoruskiej SRR, ZSRR. Ukończyła Grodzieński Państwowy Instytut Medyczny, uzyskując wykształcenie lekarza terapeuty i lekarza organizatora ochrony zdrowia wyższej kategorii kwalifikacyjnej. Pracowała jako pielęgniarka, lekarz internistka w Brzeskim Szpitalu Obwodowym, oddziałowa lekarz terapeuta, kierownik oddziału terapeutycznego Mikaszewickiego Szpitala Osiedlowego w rejonie łuninieckim, główna lekarz Domaczewskiego Szpitala Osiedlowego w rejonie brzeskim, główna lekarz Brzeskiego Rejonowego Zjednoczenia Terytorialno-Medycznego.
W 2004 roku została deputowaną do Izby Reprezentantów Zgromadzenia Narodowego Republiki Białorusi III kadencji z Muchawieckiego Okręgu Wyborczego Nr 13. Pełniła w niej funkcję zastępczyni przewodniczącego Stałej Komisji ds. Ochrony Zdrowia, Kultury Fizycznej, Rodziny i Młodzieży. 27 października 2008 roku została deputowaną do Izby Reprezentantów IV kadencji z Muchawieckiego Okręgu Wyborczego Nr 4. Pełniła w niej funkcję zastępczyni przewodniczącego tej samej komisji. Od 13 listopada 2008 roku była członkinią Narodowej Grupy Republiki Białorusi w Unii Międzyparlamentarnej. Jej kadencja w Izbie Reprezentantów zakończyła się 18 października 2012 roku.

## Odznaczenia
- Medal Jubileuszowy „90 Lat Sił Zbrojnych Republiki Białorusi”;
- Honorowy tytuł „Zasłużony Pracownik Ochrony Zdrowia Republiki Białorusi”;
- Podziękowania Prezydenta Republiki Białorusi;
- Gramota Pochwalna Zgromadzenia Narodowego Republiki Białorusi;
- Odznaka „Wybitnemu Pracownikowi Ochrony Zdrowia”[1].

## Życie prywatne
Nina Fiedaruk jest mężatką, ma dwóch synów.